# Bernard de Ventadour
Pour les articles homonymes, voir Bernard et Ventadour.
Bernard de Ventadour (Bernat de Ventadorn en ancien occitan), né vers 1125 à Ventadour (aujourd’hui dans le département de la Corrèze) et mort vers 1200 à l'abbaye de Dalon, en Périgord, est l'un des plus célèbres troubadours occitans.

## Biographie
Bernard de Ventadour est né de parents habitant dans la vicomté de Ventadour au XIIe siècle. Son père est soldat et sa mère servante, fille de cuisine. La famille des vicomtes développe et sait transmettre l'art littéraire et artistique. Une école a été fondée par le vicomte Ebles Ier, seigneur du château de Ventadour. Le jeune Bernard, doué en chant et féru de poésie depuis sa tendre enfance, est bientôt remarqué, puis formé par le vicomte Ebles II, surnommé Lo Cantador (le chanteur).
Après 1150, une troisième génération de troubadours débute avec Bernard de Ventadour. Sa formation de compositeur poète terminée, le chansonnier entame une carrière de troubadour, déjà fort apprécié lors des fêtes mondaines. Il évolue de cour en cour : on le retrouve, en 1154, en Angleterre pour le couronnement du roi Henri II et de son épouse Aliénor d'Aquitaine, puis, entre autres pied-à-terre, à la cour du comte de Toulouse Raymond V. Le poète écrit des œuvres à la demande, qui rendent hommage spécialement à des dames, notamment la comtesse Ermengarde de Narbonne, protectrice des troubadours.
Virtuose reconnu des chansons (cansos) d'amour courtoises, il s'associe au groupe de troubadours les plus célèbres de son époque : Giraut de Bornelh, troubadour moraliste austère à la cour du vicomte Adémar V, Peire Rogier, l'Auvergnat poète officiel de la vicomtesse Ermengarde de Narbonne, le comte Raimbaut d'Orange, bienfaiteur, Peire Raimon, fils d'un bourgeois toulousain, Peire Vidal, poète à la cour de Raymond V puis poète attitré d' Alphonse II roi d'Aragon (1162-1196) et le riche marchand Folquet de Marseille. Ensemble ils créent des musiques de forme nouvelle, élevant le langage des chansons profanes au rang d'art musical. Il suit le mouvement de composition et perfectionne la mélodie appelée polyphonie existant depuis le IXe siècle mérovingien. La musique est improvisée beaucoup plus en harmonie avec la voix et les paroles des chansons, les notes de musique représentées sur les partitions par des points carrés. Bernard de Ventadour a sûrement joué de tous les instruments à cordes utilisés au Moyen Âge : l'orgue portatif très courant aux évènements festifs, la harpe surtout employée par les jeunes seigneurs, le psaltérion sorte de harpe miniature, le tympanon ancêtre du piano, le luth d'origine arabe et la vielle à roue apparue au XIIe siècle,. 
Le poète professionnel raconte sa vie dans ses chansons, ce qui est exceptionnel car les troubadours de niveau social pauvre et même modeste de cette ère médiévale n'ont pas de vidas-mémoires[Quoi ?]. Quelques strophes qu'il a écrites ont été mal interprétées lors de leur traduction, déformées au cours des siècles. Certains ont confondu les amies qu'il chantait, telles que Bel Vezer-Bel aspect et la comtesse de Ventadour. D'autres vers ont été transposés par l'imaginaire des successeurs littéraires, tel Uc de Saint-Circ, pour faire de sa vie une intrigue romanesque. L'auteur a recueilli une description d'une partie de sa vie auprès du Vicomte Ebles IV de Ventadour, descendant d'Ebles II, poète protecteur de Bernard. Son épouse, Agnès de Montluçon, et Bernard ont peut-être eu une liaison poétique qui aurait duré longtemps, si les médisants n'avaient perdu le poète dans l'esprit de son seigneur. Ebles II, exaspéré par ses frasques, restreignit son affection envers Bernard par de la froideur. Ebles III lui demanda de s'exiler quelques mois. Il n'est jamais revenu dans le Limousin, préférant exercer son métier librement au-dehors des terres de la vicomté. Bernard de Ventadour ne fut pas trop marqué par cette aventure mais il se plaignit toute sa vie des exagérations provocantes de ses rivaux.  
La Satire du troubadour, écrit de Pierre d'Auvergne - Bernard était son aîné - sous-entend dans des vers moqueurs qu'il n'était peut-être pas issu de serviteurs, mais le bâtard du seigneur Ebles II de Ventadour ou de Guillaume IX d'Aquitaine. 
L'auteur de sa vida[Laquelle ?] imagine que Bernard a commis une erreur de jeunesse qui ne lui sera jamais pardonnée, il aimait en secret la jeune vicomtesse de Ventadour, épouse d'Ebles III. Tous les deux furent disgraciés du château par le vicomte Ebles III, jaloux. Ses pas le mènent à Montluçon puis à Toulouse. Auparavant, il a été reçu et hébergé à la cour d'Henri II et d'Aliénor d'Aquitaine, dont il fut obligé de partir, un départ imposé par une vie mouvementée à la recherche de seigneurs, de château en château. Aliénor, duchesse d'Aquitaine et reine d'Angleterre, était la petite-fille du duc d'Aquitaine et comte de Poitiers (1071-1126), Guillaume IX d'Aquitaine surnommé le troubadour, auteur de plusieurs poèmes chantés en langue d'oc. Protectrice, d'un caractère gai et enjoué, Aliénor avait hérité de son grand-père un grand savoir pour la poésie, de la sympathie en faveur des poètes, ainsi chantée par les ménestrels et les troubadours. En 1152, devenue l'épouse du futur roi d'Angleterre, Henri II Plantagenêt, duc de Normandie et comte d'Anjou, la duchesse d'Aquitaine suit son mari en Angleterre où Bernard de Ventadour a œuvré lors du couronnement du roi d'Angleterre en 1154[réf. nécessaire]. Il revient dans le Comté de Toulouse au service de Raymond V de Toulouse puis il séjourne à Narbonne et, selon sa vida, il finit par rejoindre l'ordre de l'abbaye de Dalon après la mort du comte de Toulouse en 1194. Il y termine sa vie en retraite ayant abandonné la création de chansons et renoncé aux plaisirs du siècle. 
Bernard de Ventadour cultive et partage la musique en composant des chansons essentiellement inspirées de sentiments réellement vécus au long de ses voyages à travers les chemins du midi de la France, jusqu'aux Pyrénées et le Rhône, dans un style toujours sincère, sensible et délicat, à la tonalité parfois triste, mélancolique, travaillant dans une forme à strophes courtes de huit vers brefs huit syllabes par décasyllabes. Son style poétique est simple, clair, d'une rare musicalité sonore, agrémentée d'images sublimées et vertueuses. Les poésies qu'il chantait lui-même sont riches, idéalistes, variées et d'une harmonie gracieuse.
Troubadour précurseur de la chanson française, Bernard de Ventadour fut le créateur incontesté de la poésie lyrique. Son talent, approuvé par ses pairs, lui permit de poser les bases du genre de la chanson. Il retranscrit dans ses chants le contenu de son existence, riche d'expériences sentimentales personnelles (notamment ses conquêtes amoureuses, transposées derrière d'autres noms). Lui-même se qualifiait avec humour comme le grand chantre de l'amour. Le poète et écrivain italien Giosuè Carducci (1835-1907) lui a consacré une étude, intitulée Bernard de Ventadour un poète de l'amour, démontrant qu'il n'existe que l'amour qui puisse lui donner de l'inspiration pour écrire ses poèmes. Dans un répertoire d'œuvres achevées, on peut compter les strophes appelées (par les historiens et érudits) La Chanson de l'Alouette, la plus célèbre de toutes.
Ses quarante-cinq chansons dont vingt écrites en occitan, riches et limpides, nourries de sentiments personnels, font allusion aux personnages historiques : le Reis Engles, le roi d'Angleterre, le seigneur de Beaucaire ou Raynard V, le comte de Toulouse. On le considère comme l'un des meilleurs musiciens de son temps et parmi les plus grands poètes de l'amour en langue d'oc.

## Postérité
- Francis Cabrel l'évoque, dans la chanson Rockstars du Moyen Âge (album À l'aube revenant) sortie en 2020.

## Œuvres

### Chanson de l'Alouette(traduite de l'ancien occitan)
Première strophe :
| Quand je vois l'Alouette mouvoir, De joie ses ailes vers les rayons du soleil, Qui s'oublie et se laisse tomber, Pour la douceur qui lui va au cœur, Hélas ! Si grande envie me prend, De ceux que je vois joyeux, Et je m'étonne qu'à cause de cela, Mon cœur ne fonde pas de désir. | Can vei la lauzeta mover, De joi sas alas contra.l rai, Que s'oblid'es laissa chazer, Per la doussour c'al cor li vai, Ai! Tan grans enveia m'en ve, De cui qu'eu veia jauzion, Meravilhas ai, car desse, Lo cors de dezirer no.n fon. |

Voici une strophe très mystérieuse, provenant d'un autre poème :
Dame, si mes yeux ne vous voient, sachez que mon cœur vous voit ;

Ne vous affligez pas plus que je ne m'afflige, car je sais qu'on vous surveille à cause de moi.

Et si le mari vous bat, gardez bien qu'il ne vous batte pas le cœur.

S'il vous cause du chagrin, causez lui en aussi.
La dernière strophe de la Chanson de l'Alouette utilise le prénom Tristan - peut-être est-ce pour une dame aimée, on ne sait pas - et se conclut en un adieu mélancolique :
| Tristan, vous n'aurez plus rien de moi, Car je m'en vais, malheureux, je ne sais où, Je renonce au chant, je le renie, Et je me cache loin de joie et d'amour. | Tristan, ges no.n auretz de me, Qu'eu m'en vau, chaitius, no sai on, De chantar me gic e.m recre, E de joi e d'amor m'escon. |

### Extrait d'un poème
Lo tems vai e ven e vire

Per jorns, per mes e per ans,

Et eu, las no.n sai que dire,

C'ades es us mos talans.

Ades es us e no.s muda,

C'una.n volh e.n ai volguda,

Don anc non aic jauzimen.

Pois ela no.n pert lo rire,

E me.n ven e dols e dans,

C'a tal joc m'a faih assire

Don ai lo peyor dos tans,

- C'aitals amors es perduda

Qu'es d'una part mantenguda -

Tro que fai acordamen…

### Extrait d'un autre poème, traduit
Ce n'est pas merveille si je chante

Mieux que nul autre chanteur,

Car je tourne davantage mon cœur à l'amour

Et suis mieux fait à son commandement.

Corps et cœur, et savoir et esprit,

Et force et pouvoir j'y ai mis ;

Le frein me tire tellement vers l'amour

Que vers nulle autre part je me dirige.

Bien et mort qui d'amour se sent

Au cœur quelque douce saveur.

Et à quoi bon vivre sans amour

Sinon à être ennuyeux à tout le monde,

Que jamais Dieu ne me haïsse assez

Pour que par la suite je vive un jour ou un mois,

Après qu'on m'aura reproché de donner de l'ennui

Et que je n'aurai plus désir d'amour.

En bonne foi et sans tromperie

J'aime la plus belle et la meilleure.

Du cœur je soupire et des yeux je pleure.